# ایبی، اسپانیا
ایبی (به اسپانیایی: Ibi) دهستانی در استان آلیکانتهٔ اسپانیا است.
در این دهستان ۲۳٬۳۶۰ نفر زندگی می‌کنند. مساحت این دهستان ۶۲٫۶۵ کیلومتر مربع است.